# Nguma-monene

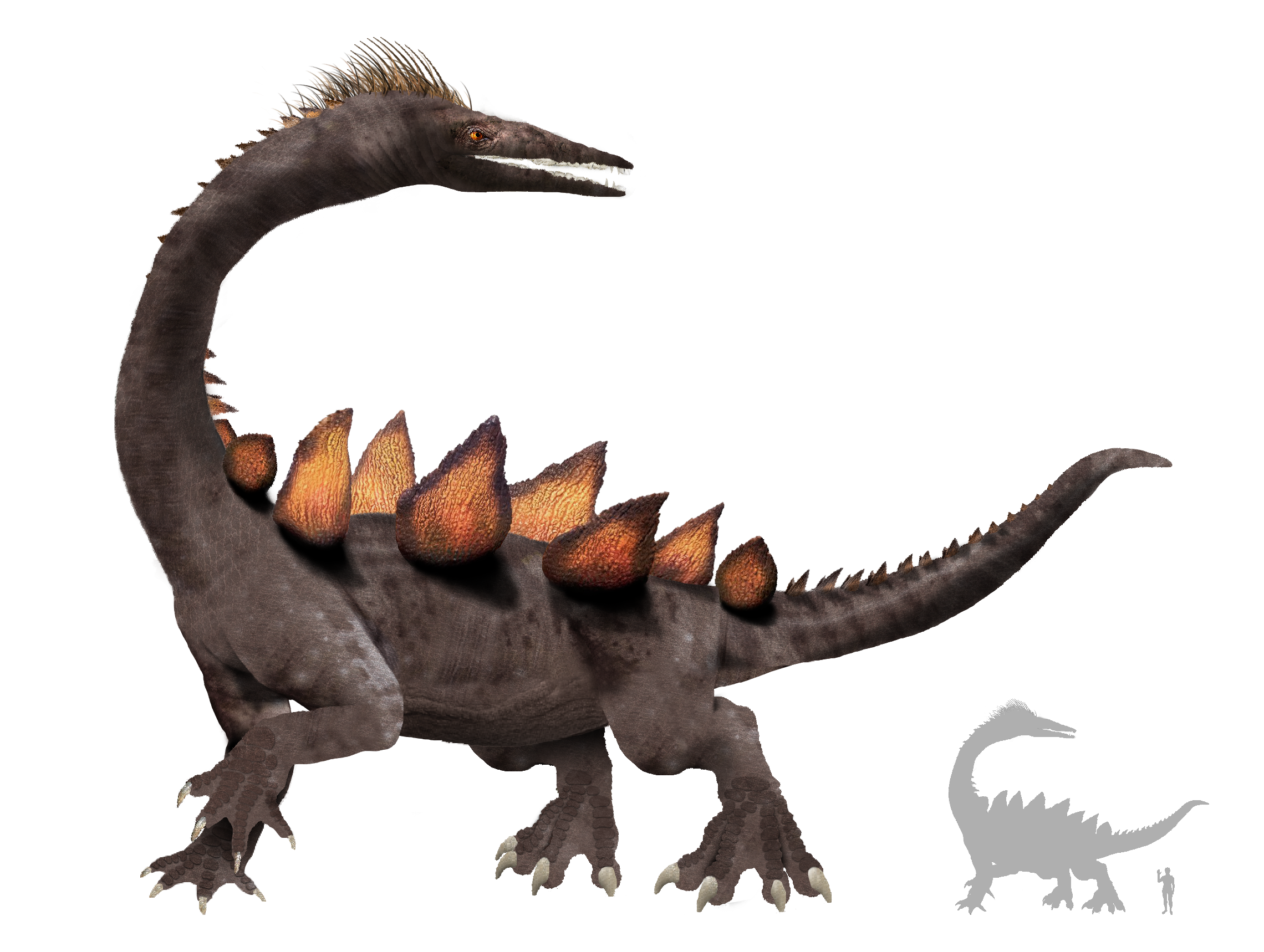
Impresión artística de un Nguma-monene.

Nguma-monene ("Pitón grande" en el  Idioma Lingala) es un críptido que presuntamente habita en la República del Congo, descrito como un lagarto grande con una cresta dentada en su espalda.

## Avistamientos
Dos de los avistamientos fueron hechos cerca del Dongu-Mataba (afluente del Río Ubangi ) en la República del Congo. El primero fue hecho en 1961; el segundo diez años más tarde en 1971 por el pastor Joseph Ellis. Él estimó la longitud de parte de la cola (visible)  de al menos 10 metros a lo mucho (igual que su cayuco, ni el cuello o ni la cabeza pudieron ser vistos), y  de 0.5 a 1 metro de diámetro. Su color tendía a marrón grisáceo. Cuándo regresó al pueblo, aparentemente el tema era tabú. Otros avistamientos fueron recopilados por el biólogo de la Universidad de Chicago Roy P. Mackal, quién dirigió dos expediciones a los pantanos Likoualaen la República del Congo, buscando al Mokele-mbembe. Mackal concluyó que el animal tiene un cuerpo de baja estatura, y por tanto es más como un lagarto que una serpiente, como "Ellis estaba en lo correcto en que  el animal nunca se levantó lo suficientemente después de dejar el agua". Mackal también notó que las aletas triangulares o romboides eran similares (pero más pequeñas) a las del Mbielu-Mbielu-Mbielu, pero no los animales en si.
Posiblemente el mismo animal fue descrito en el 1958 en el  libro En la Pista de Animales Desconocidos por Bernard Heuvelmans.
En 1928, un animal parecido a una serpiente llamado Ngakoula-ngou o Badigui fue  reportado en el área de Ubangi-Shari.
Este reporte fue hecho por el  inspector de caza Lucien Blancou, quién más tarde en 1954 también hizo el primer reporte del Emela-Ntouka. Según este reporte, el animal mató a un hipopótamoen el río Brouchouchou sin ninguna herida. También aplastó un campo mandioca, dejando huella de 1 a 1.5 metros de ancho.
Reportes similares de 1932 (en Bouzoum) y 1934 existen, en donde se le llama Diba, Songo, Mourou-ngou y Badigui. En el reporte de 1934, un anciano vino especialmente a ver a Blancou, cuando se le dijo que él tenía interés en el animal. El anciano narró que  aproximadamente en 1890 él estaba pescando en el arroyo Kibi (distrito Bakala), y vio al Badigui comiendo de un árbol, llamado "roro". El describió que el cuello era "tan grueso como el muslo de un hombre", y el debajo del cuello era de color más claro. E anciano no pudo ver el cuerpo, sólo aproximadamente 8 metros del cuello. También dijo que "no sitios frecuenta sitios donde hay hipopótamos, pues los mata". Finalmente en 1945, las pistas del animal fueron detectadas cerca de Ndélé, por un porta arma de Blancou.